# 栗原蘆水
栗原 蘆水（くりはら ろすい、1931年6月26日 - 2010年6月30日）は、日本の書家。本名は靖。広島県福山市駅家町出身。

## 来歴
1950年広島県立府中高校卒業後、4年間天満屋デパートに勤務。1954年、脱サラして村上三島に師事し、大阪に住む。1962年、第5回日展で特選受賞。1965年、蘆交会を主宰し、書道文化の普及や後進の育成に尽力。1969年、改選第1回日展審査員就任、以後12回務める。1988年、日展文部大臣賞、1994年、日本芸術院賞などを受賞。日本を代表する書家として活躍した。翌1995年、日展理事就任。2001年、日本書芸院理事長に就任。同年、勲四等旭日小綬章受章。日展常務理事、全国美術振興会常務理事なども務めた。
2003年、郷里に開館した「ふくやま書道美術館」の運営にも尽力。寄贈された書画など美術品は、所蔵品の約9割を占める。